# Helen Merrill in Tokyo
Helen Merrill in Tokyo — студийный альбом американской певицы Хелен Меррилл, записанный при участии японской музыкальной группы Westliners барабанщика Такэси Иноматы и саксофониста Дзиро Инагаки. Выпущен он был в 1963 году на лейбле King Records только в Японии.

## Отзывы критиков
| Оценки критиков | Оценки критиков |
| Источник        | Оценка          |
| --------------- | --------------- |
| AllMusic        | [ 1 ]           |

Рецензент AllMusic Джейсон Анкени написал об альбоме: «Первая из серии малоизвестных, но великолепных сессий Хелен Меррилл, записанных в Японии в середине 1960-х в Токио в паре с барабанщиком Такэси Иноматой, чьи атмосферные небольшие комбо-аранжировки напоминают (и слегка обновляют) её классические работы. Сет во многом основан на романтических стандартах, всё идеально подобрано под гибкий, прекрасный вокал Меррилл — на первый взгляд, классные текстурированные аранжировки Иноматы подчеркивают сдержанность почти до непринужденности, но при последующем прослушивании альбом предстает образцом утонченности и изящества».

## Список композиций
1. «Someday My Prince Will Come to Me» (Ларри Мори, Фрэнк Черчилль) — 3:25
2. «It Never Entered My Mind» (Ричард Роджерс, Лоренц Харт) — 3:29
3. «Enchanted» (Ричард Роджерс, Лоренц Харт) — 2:59
4. «You Do Something to Me» (Коул Портер) — 2:52
5. «Teach Me Tonight» (Сэмми Кан, Джин Де Пол) — 2:50
6. «I’m Fool to Want You» (Фрэнк Синатра, Джек Вольф, Джоэл Херрон) — 4:05
7. «My Favorite Things» (Ричард Роджерс, Оскар Хаммерстайн II) — 1:57
8. «Good Morning Heartaches» (Дэнни Фишер, Эрвин Дрейк, Айрин Хиггинботэм) — 4:07
9. «I Feel Pretty» (Стивен Сондхайм, Леонард Бернстайн) — 2:58
10. «You’d Be So Nice to Come Home To» (Коул Портер) — 3:13

## Участники записи
- Альт-саксофон, кларнет — Сигео Судзуки
- Аранжировка — Норио Маэда
- Баритон-саксофон, бас-кларнет — Тадаюки Харада
- Бас-гитара — Тацуро Такимото
- Вокал — Хелен Меррилл
- Запись — Тошио Кикута
- Мастеринг — Сего Сакамаки
- Продюсер — Мотохико Такава
- Тенор-саксофон, флейта — Дзиро Инагаки
- Труба — Акира Накано
- Ударные — Такэси Иномата
- Фортепиано, челеста — Норио Маэда